# Pola Esperantisto
Pola Esperantisto – dwumiesięcznik esperancki założony w 1906 przez Ludwika Zamenhofa.

## Historia
Wydawany w języku esperanto i polskim, pierwotnie we Lwowie, od 1908 w Warszawie. Pierwszym redaktorem naczelnym był Leon Zamenhof, brat Ludwika. W okresie I wojny światowej pismo nie ukazywało się. W 1922 redakcję objął Stanisław Karolczyk. Funkcję tę pełnił do końca 1926 roku. Od 1926 pismo było oficjalnym organem esperantystów polskich.
Pismo niemal od początku istnienia publikowało tłumaczenia literatury na język esperanto, eseje, gramatyczne zalecenia i informacje o rozwoju esperantyzmu stanowiąc dobrze zorganizowane pismo kulturalne. Jako tłumacz debiutował tu Julian Tuwim, który opublikował w piśmie swoje tłumaczenia z Leopolda Staffa, Kazimierza Przerwy-Tetmajera i Juliusza Słowackiego. Z pismem współpracował satyryk, pisarz i szef Polskiego Związku Esperantystów – Izrael Lejzerowicz, który reklamował czytelnictwo i budował opozycję przeciwko narodowemu socjalizmowi.
Miesięcznik ukazywał się jako organ Polskiego Związku Esperantystów do 1989 (ostatnim redaktorem naczelnym był Paweł Wimmer). Po kilkunastu latach przerwy został wznowiony w 2003 i do roku 2007 publikowany był jako dwumiesięcznik przez Wydawnictwo Hejme. Redaktorem naczelnym był Kazimierz Leja.
Od 2007 „Pola Esperantisto” ponownie jest wydawane przez Polski Związek Esperantystów przy współpracy z innymi organizacjami esperanckimi w Polsce. W latach 2008–2011 dwumiesięcznik tworzyło kolegium redakcyjne w składzie Halina Komar, Danuta Kowalska, Elżbieta Leonowicz-Frenszkowska. Redaktorem technicznym był Robert Kamiński. Stale z redakcją współpracują m.in.: Czesław Baranowski, Ireneusz Bobrzak, Roman Dobrzyński, Elżbieta Karczewska, Małgorzata Komarnicka, Dorota Burchard, Stanisław Mandrak, Barbara Pietrzak, Andrzej Sochacki, Jadwiga Wasiuk, ksiądz Józef Zielonka, Łukasz Żebrowski. W roku 2012 nastąpiła zmiana składu redakcji i redaktorem naczelnym została Barbara Pietrzak a redaktorem technicznym Krystyna Grochocka. W roku 2013 nastąpiła kolejna zmian zespołu redakcyjnego. Redagowania czasopisma podjął się Robert Kamiński we współpracy z Teresą Nemere. Współpracują Roman Dobrzyński, Andrzej Bach, Anna Maria Koniecpolska-Lachowska, Marek Mazurkiewicz, Stanisław Mandrak, Ewa Siurawska i inni. Czasopismo pragnie być forum dla wszystkich organizacji esperantystów w Polsce.
Część poprzedniej redakcji złożona z Kazimierza Lei, Tomasza Chmielika i Lidii Ligęzy zrezygnowała ze współpracy z pismem i założyli kwartalnik społeczno-kulturalny Spegulo z Tomaszem Chmielikiem jako redaktorem naczelnym. Kwartalnik ten ukazywał się do końca 2011 roku.